# Heidelberger Platz (métro de Berlin)
Heidelberger Platz est une station de la ligne 3 du métro de Berlin, située dans le quartier de Wilmersdorf.

## Situation
La station est située entre Fehrbelliner Platz au nord, en direction de Nollendorfplatz et Rüdesheimer Platz au sud, en direction de Krumme Lanke.
Elle est établie sous le carrefour de la Mecklenburgische Straße et de la Rudolstädter Straße, qui longe les rails du Ringbahn et de la Bundesautobahn 100, juste au nord de la Heidelberger Platz qui lui donne son nom. Elle est reliée à la gare homonyme du S-Bahn par ascenseur. Elle comprend deux voies de circulation encadrant un quai central.

## Histoire

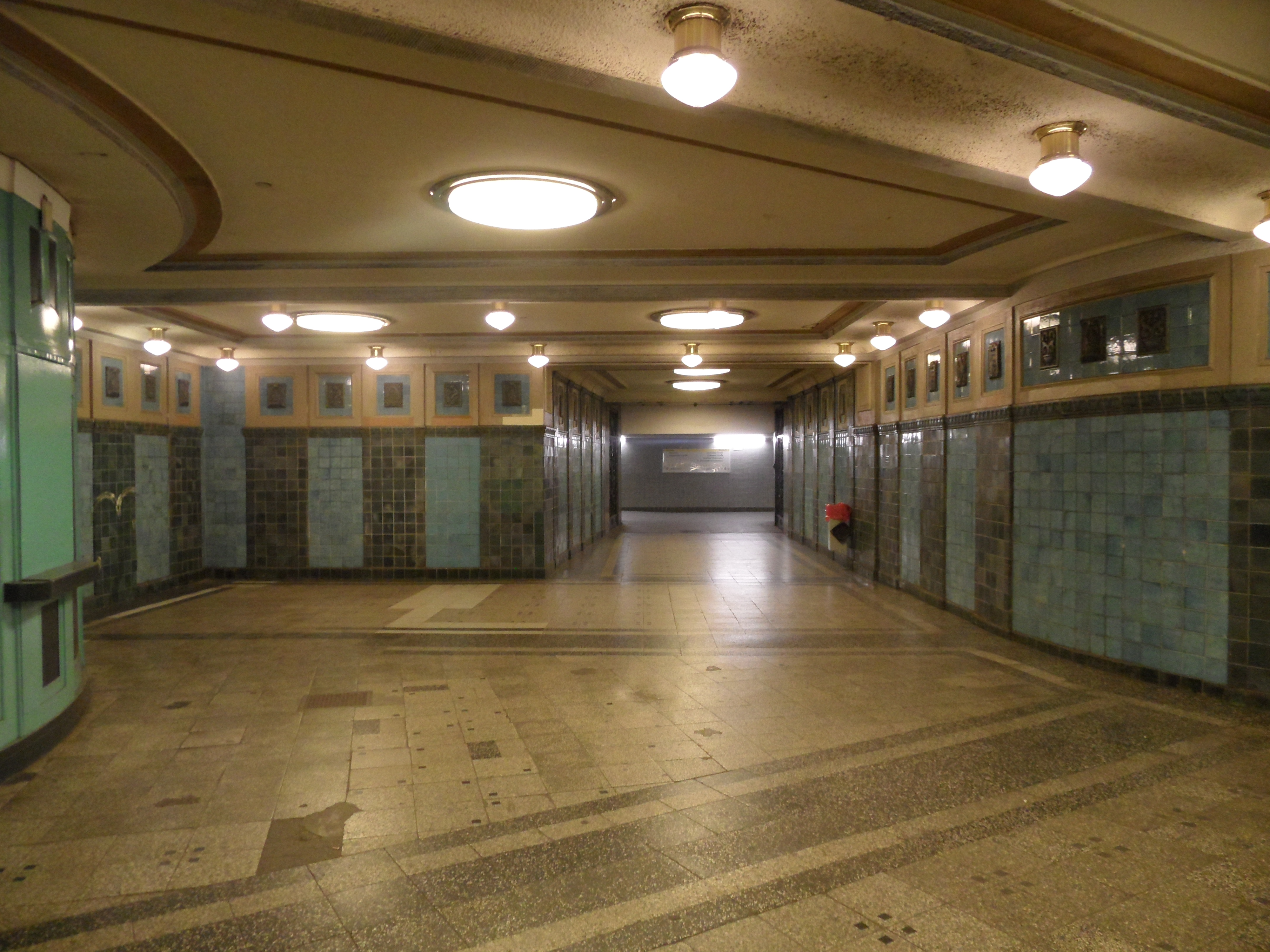
Plate-forme d'accès aux quais

Construite à partir de 1910, la station entre en service le 12 octobre 1913. Comme pour les autres stations de la région, la ville de Wilmersdorf voulait à l'époque exprimer sa prospérité et a mis un budget important dans les matériaux utilisés pour la construction. L'architecte Wilhelm Leitgebel a pu concevoir une station avec de grands piliers en pierres et les voûtes en arc-de-cloître du haut plafond avec des lanternes élaborées sont là pour rappeler la majesté des cathédrales. Les matériaux utilisés et la forme de la voûte offre une acoustique remarquable. Les affiches aux murs présentent des photographies de la ville de Heidelberg.

## Heidelberger Platz dans la fiction
- Une des premières scènes du film Démons (1985) de Lamberto Bava se déroule dans la station de métro.
- Deux courtes scènes du film allemand Zones humides (2013) y prennent également place.

## Service des voyageurs

### Accueil et accès
La station possède quatre bouches ainsi qu'un accès par ascenseur depuis la gare du S-Bahn.

### Intermodalité
La station est en correspondance avec les lignes S41, S42 et S46 du S-Bahn de Berlin et les lignes d'autobus no 249 et 310 de la BVG.